# فترة الوصاية على لويس الخامس عشر
فترة الوصاية على لويس الخامس عشر هي الفترة ما بين 1715-1723 عندما كان الملك لويس الخامس عشر قاصرًا فتولى ُحكم البلاد في تلك الفترة الدوق فيليب دورليان ابن شقيق لويس الرابع عشر بصفته وليًا على العرش، كان فيليب قادرًا على انتزاع السلطة من الدوق ماين (الابن غير الشرعي للويس الرابع عشر ومدام دي مونتيسب)؛ الذي كان الابن المفضل للملك الراحل وكان له تأثير كبير منذ عام 1715 إلى عام 1718، غيرت بوليسينودي نظام الحكم في فرنسا، حيث تم استبدال كل وزير (وزير دولة) بمجلس.
كما تم تقديم نظام القانون الذي غيّر الشؤون المالية للمملكة المفلسة وأرستقراطيتها. كان لكل من الكاردينال دوبوا والكاردينال فلوري تأثير كبير خلال هذا الوقت.
كان من بين الحكام الأوروبيين المعاصرين أيضًا فيليب الخامس ملك إسبانيا، وجواو الخامس ملك البرتغال، وجورج الأول ملك بريطانيا العظمى، والإمبراطور الروماني المقدس كارل السادس، وفيتوريو أميديو الثاني ملك سردينيا جد لويس الخامس عشر لأمه.

## التسلسل التاريخي

### 1714
- 29/ يوليو/1714: أصبح أبناء لويس الرابع عشر اللقطاء «الدوق ماين» و«كونت تولوز» أمراء دم.

### 1715
- 1/ سبتمبر/1715: وفاة لويس الرابع عشر، وعهدت إرادته بحكومة فرنسا إلى مجلس الوصاية، مع فيليب الثاني، دوق أورليان كرئيس فخري ودوق ماين كقوة حقيقية، لحين أن يبلغ حفيدَهُ وخليفته لويس الخامس عشر سن الرشد (13 عامًا) عام 1723.
- 2/سبتمبر /1715: تحالف دوق أورليان مع برلمان باريس، الذي ألغى وصية لويس الرابع عشر بصفته أميرًا للدم، كان فيليب أورليان عضوًا في البرلمان أيضًا.
- 9/سبتمبر/1715: نُقل جثمان لويس الرابع عشر إلى (سان دوني) وانطلق لويس الخامس عشر إلى فانسين مع الوصي ومدام دي فينتادور وفيليروا وتولوز.
- 12/ سبتمبر /1715: بأمرٍ من البرلمان تم الاعتراف بوصاية بفيليب دورليان على العرش.
- 15/ سبتمبر /1715: البرلمان يطالب بال Droit de remontrance وهو الحق في إلغاء قانون أصدره الملك الذي توفي، مما يدعم مطالبة الوصي بالسلطة.
- 1/ أكتوبر/1715: تم عقد Polysynody في باريس؛ كان يتألف من أعلى طبقة نبلاء في البلاد.
- 30/ ديسمبر / 1715: نُقل لويس الخامس عشر من قصر فانسين إلى قصر التويلري وضع لويس الخامس عشر تحت رعاية «فرانسوا دي نيوففيل» و«دوق فيليروي» وتم تكليف «غيوم ديلايل» و«الكاردينال دي فلوري» بتعليم لويس.

### 1716
- 2/ مايو: فيليب دورليان يسمح لجون لو بتأسيس البنك العام.[1]
- 27/ يوليو: ولادة لويز ديان دورليان في القصر الملكي. كانت آخر أبناء الوصي.
- 9/أكتوبر: التحالف مع بريطانيا العظمى.

### 1717
- التحالف الثلاثي: وهي معاهدة بين الجمهورية الهولندية وفرنسا وبريطانيا العظمى ضد إسبانيا، في محاولة للحفاظ على اتفاقية 1713 (معاهدة أوتريخت).
- 31/مارس: أصبحت «لويز أديلايد» ابنة«الوصي» الثانية الباقية على قيد الحياة راهبة تحت اسم Sœur Sainte-Bathilde.
- 21/مايو: وصول بطرس الأول من روسيا إلى باريس ليزور الملك «فرساي» وتستقبله ابنته ماري لويز إليزابيث دورليان.
- 6/ يونيو: شراء ألماس للتاج الفرنسي.
- يوليو: تم تجريد «دوق ماين» و«كونت تولوز» من رتبة أمراء الدم من قبل البرلمان.
- سبتمبر: تأسيس شراكة غرب الميسيسيبي.

### 1718
- مارس: وصول دوق لورين وقرينته إليزابيث شارلوت دورليان (أخت الوصي).
- 31 مارس: ولدت ماريانا فيكتوريا في إسبانيا مدريد وتمت خطبتها لاحقًا من لويس الخامس عشر.
- 11/ أبريل: وفاة الارملة دوقة فاندوم
- 7/مايو: وفاة قرينة ملك إنجلترا المنفي جيمس الثاني«ماري دي مودينا» في شاتو دو سان جيرمان أونلي.
- 2/أغسطس: التحالف الرباعي مع النمسا وفرنسا والجمهورية الهولندية وبريطانيا العظمى - بهدف مراجعة (بشكل أساسي على حساب إسبانيا) المعاهدات التي أنهت حرب الخلافة الإسبانية.
- 24/سبتمبر: نهاية Polysynody وإعادة تعيين الوزراء.
- 4/ ديسمبر: تحول البنك العام إلى البنك الملكي والكشف في شهر ديسمبر عن مؤامرة«تشيلاماري» برئاسة «دوق ماين» وزوجته«آن لويز بينيديكت دي بوربون»، والتي تهدف إلى وضع فيليب الخامس ملك إسبانيا وصيًا على فرنسا بمساعدة السفير الإسباني«برينسيب دي تشيلاماري»؛ تم نفي الدوق والدوقة من البلاط وعادوا في عام 1720 إلى منزلهم في قلعة سو.

### 1719
- 9 / يناير: اعلان الحرب مع اسبانيا.
- 15/ أبريل: وفاة مدام«مدام دي مينتينون» في سان سيير ليكول.
- مايو: تأسيس شركة الهند الشرقية بواسطة جون لو.
- 21/ يوليو: وفاة «ماري لويز إليزابيث دورليان» ابنة الوصي.

### 1720
- 5/ يناير: عُين جون لو المراقب العام للشؤون المالية.
- 11/ فبراير: زواج «شارلوت أغلا دورليان» من أمير مودينا الوراثي في قصر التويلري.
- مارس: طاعون مرسيليا العظيم.
- 21/ مارس: وفاة «ماري آن دي بوربون» زوجة دوق بوربون.
- 26/ مارس: إعدام زعماء مؤامرة بونتكاليك.

### 1721
- إصدار«مونتسكيو» للرسائل الفارسية التي بدأت بعدها المفاوضات بين «الوصي» و «بطرس الأول» من روسيا بشأن الزواج المقترح بين الابن الشرعي الوحيد لواحدة من بنات الإمبراطور إما من الدوقة الكبرى«آنا بتروفنا» أو«إليزابيث» الروسية، لكن الخطط فشلت وتزوج لويس دورليان عام 1724.
- 6 / يناير: اعتقال«لويس دومينيك بورغينيون».
- 27 / مارس: تحالف اسبانيا وفرنسا.
- مايو: زيارة محمد أفندي، السفير التركي.
- 18/ يوليو: وفاة«انطوان واتو».
- 17/ سبتمبر: وفاة «دوقة توسكانا» ابنة عم الوصي.
- 29/ ديسمبر: ولادة المدام المستقبلية «دو بومبادور».
- تعيين «ماري آن دي بوربون» كمسؤولة عن تعليم الأطفال في فرنسا.

### 1722
- بدأت نسيبته «مدام بوربون الأرملة» بتشييد قصر بوربون في باريس بتصميم المهندس الإيطالي «لورينزو جيارديني» بعد موافقة «جول هاردوين مانسارت».
- 20/ يناير: زواج«لويز إليزابيث أورليان» من لويس الأول ملك إسبانيا.
- 10 / مارس: وصول «فكتوريا ماريانا الإسبانية» ابنة فيليب الخامس وإليزابيث من بارما  إلى باريس، لاتمام خطبتها من الملك.
- 15/ يونيو: عودة لويس الخامس عشر والبلاط إلى فرساي، أخذ الوصي الشقق القديمة لابن عمه الراحل «الدوفين لويس» (1661-1711).
- 22/ أغسطس: عُين «غيوم دوبوا» رئيس وزراء للوصي.
- 25/ أكتوبر: تتويج لويس الخامس عشر في كاتدرائية نوتردام في«ريميس».
- 8/ ديسمبر: وفاة «إليزابيث شارلوت» والدة الوصي.

### 1723
- 2/ فبراير: الزواج السري «لكونت تولوز» و«ماري فيكتوار دي نوايل» (أرملة دي مونتيسبان) في باريس، لم يعلن عن زواجهما إلا بعد وفاة الوصي.
- 16 /فبراير: بلغ لويس الخامس عشر سن الرشد (الثالثة عشر).
- 23/فبراير: وفاة آن هنرييت البافارية، أرملة أميرة كوندي.
- 10 / آب: وفاة«دوبوا» ليتولى الدور فيما بعد «لويس هنري» دوق بوربون.
- 2 / ديسمبر: وفاة الوصي في قصر فرساي.

## البوليسينودي
تعتبر البوليسينودي منظمة حكومية استعملت في فرنسا مابين فترة 1715 و 1718 حيث يتم استبدال كل وزير بمجلس نظامي، وفيما يلي سبعة أجزاء من البولوسوندي كان لكل منها وزراء خاص بهم في الوصاية:
1- مجلس الضمير: الذي كان من بين الأعضاء الكاردينال"دي نويلي"و"أرماند بازين دي بيزونز (رئيس أساقفة بوردو) و"هنري فرانسوا داغيسو"و"رينيه بوسيل"و"الكاردينال فلوري".
2- مجلس الشؤون الخارجية (برئاسة نيكولا شالون دو بلي)
3- مجلس الحرب: وكان من من بين الأعضاء«دوق فيلار» و«دومينيك كلود باربيري دي سان كونتيست» و«دوق غرامون» و«كلود لي بلان».
4- جلس البحرية (برئاسة كونت تولوز).
5- مجلس المالية (برئاسة دوق نواليز).
6- مجلس شؤون المملكة برئاسة«دوق أنتين»- الأخ غير الشقيق لدوق ماين وكونت تولوز وكان من بين الأعضاء: ماركيز دي هارلاي و«دي جويسار» و«ماركيز أرغنسون».
7- مجلس التجارة.

## الرجال
1- فيليب الثاني (2 أغسطس 1674 - 2 ديسمبر 1723) ولد في قصر والده في سان كلاود، وكان دوق شارتر منذ ولادته قريبًا جدًا من والدته التي كانت أميرة بالاتينات الألمانية وتُدعى إليزابيث شارلوت. في عام 1692 تزوج من ابنة عمه الأولى فرانسواز ماري دي بوربون - أصغر ابنة غير شرعية لعم فيليب لويس الرابع عشر ومدام مونتيسب. مات في فرساي بين ذراعي عشيقته.
2- لويس هنري دي بوربون، دوق بوربون (18 أغسطس 1692 - 27 يناير 1740) ابن (لويس الثالث أمير كونديولويز فرانسواز دي بوربون) هذا وكان ابن شقيق فيليب دورليان رئيس وزراء فرنسا عام (1723 – 1726) كان منافسًا كبيرًا للوصي بشكل عام.
3- لويس أوغست دي بوربون، دوق ماين (31 مارس 1670 - 14 مايو 1736) الابن المفضل لكن غير الشرعي للويس الرابع عشر ومدام دو مانتينون، كان يحتقره أمراء الدم بسبب تكريمه المستمر والثروة الكبيرة التي جمعها من الآب. توفي في سكو عن عمر يناهز 66 عامًا.
4- كان جون لو أو (جان لاس) (21 أبريل 1671 - 21 مارس 1729) خبيرًا اقتصاديًا اسكتلنديًا يعتقد أن المال ما هو إلا وسيلة تبادل لا تشكل ثروة في حد ذاتها وأن الثروة الوطنية تعتمد على التجارة. كان مسؤولاً عن فقاعة المسيسيبي والانهيار الاقتصادي الفوضوي في فرنسا، مات في البندقية.

## النساء
1- كانت إنفانتي ماريانا فيكتوريا من إسبانيا (31 مارس 1718 - 15 يناير 1781) الابنة الكبرى لفيليب الخامس ملك إسبانيا وزوجته الثانية إليزابيث من بارما التي ولدت في مدريد وانتقلت إلى فرنسا عام 1721 وعاشت في قصر التويلري في باريس مع زوجها المقترح؛ تم فسخ الخطوبة بسبب العلاقات المتوترة فيما يتعلق بزواج بنات الوصي من أبناء فيليب الخامس تم إرسال انفانتا إلى إسبانيا وتزوج لاحقًا جوزيه الأول من البرتغال الذي ينحدر من العائلة الإمبراطورية البرازيلية الحالية.
2- كانت فرانسواز ماري دي بوربون (4 مايو 1677 - 1 فبراير 1749) طفلة غير شرعية للويس الرابع عشر ومدام دي مونتيسبان، تزوجت من فيليب دورليان وكانت أمًا لثمانية أطفال من بينهم دوق أورليان القادم، توفيت عن عمر يناهز 71 عامًا.
3- آن لويز بينيديكت دي بوربون (8 نوفمبر 1676 - 23 يناير 1753) كانت زوجة دوق ماين وبالتالي زوجة ابن لويس الرابع عشر، كانت واحدة من ألد أعداء الوصاية وكانت عمة دوق بوربون. بعد اكتشاف مؤامرة تشلاماري عقدت المحكمة في سيكوس وتم نفيها إلى ديجون؛ ماتت في باريس.

## القصور
1- قصر فرساي: مسقط رأس لويس الخامس عشر ومنزل المحكمة الفرنسية قبل وبعد الوصاية؛ توفي فيه دوق أورليان عام 1723.
2- القصر الملكي: باريس موطن بيت أورليان؛ ومن هناك تولى الوصي شؤون الدولة؛ كما ولدت ابنته الأخيرة لويز ديان في القصر.
3- قصر التويلري: منزل طفولة لويس الخامس عشر خلال فترة الوصاية.

## السياسة
تمثل الوصاية الكسوف المؤقت لفرساي كمركز لصنع السياسات، منذ أن كان بلاط الوصي في القصر الملكي في باريس الذي كان يمثل الصالونات الباريسية كمراكز ثقافية وكأماكن لقاء أدبي ونواة للمقاومة الليبرالية الرصينة لبعض السياسات الرسمية. كما واختلط فيه الأرستقراطيون بسهولة أكبر مع البرجوازية العليا في جو جديد من اللياقة والراحة والألفة.

## تاريخ الفن
تميز أسلوب الوصاية بفترة الروكوكو المبكرة، والتي ظهرت بها لوحات أنطوان واتو (1684-1721). تطورت الروكوكو أولاً في الفنون الزخرفية والتصميم الداخلي.
جلبت خلافة لويس الرابع عشر تغييرًا في فناني البلاط والأزياء الفنية العامة. وبحلول نهاية عهد الملك القديم، كانت تصاميم الباروك الغنية تفسح المجال لعناصر أخف ذات منحنيات وأنماط طبيعية أكثر، هذه العناصر تبدو واضحة في التصاميم المعمارية لنيكولاس بينو خلال فترة الوصاية، عندما ابتعدت حياة البلاط عن فرساي وأصبح هذا التغيير الفني راسخًا، أولاً في القصر الملكي ثم في جميع أنحاء المجتمع الفرنسي الراقي الذي غالبًا ما ينظر إلى رقة ومرح تصميمات الروكوكو على أنها تتناغم تمامًا مع تجاوزات نظام لويس الخامس عشر.
مثلت الثلاثينيات من القرن الثامن عشر ذروة تطور الروكوكو في فرنسا بحيث امتد الأسلوب إلى ما وراء الهندسة المعمارية والأثاث إلى الرسم والنحت، وتجسد ذلك في أعمال أنطوان واتو وفرانسوا بوشيه، ولا تزال روكوكو تحافظ على ذوق الباروك للأشكال المعقدة والأنماط المعقدة، ولكن بحلول هذه المرحلة بدأت في دمج مجموعة متنوعة من الخصائص المتنوعة، بما في ذلك مذاق التصميمات الشرقية والتركيبات غير المتماثلة.

## الاستعمار
هي أيضًا كلمة فرنسية امتعارف عليها لأنظمة ما قبل الاستقلال في بلدان غرب شمال إفريقيا، ما يسمى بالساحل البربري الذي تم تطبيقه على:
أولاً: كان الساحل البربري (البلدان المغاربية في شمال إفريقيا) مستقلاً بحكم الواقع (يسيطر عليه حكام عسكريون، على غرار داي، بك أو بكلربك، ومن قبل الرايس والجهاديون البحريون المسلمون)، ولكن اُعتبرت شكليًا مقاطعة عثمانية.
لم يقتصر التوسع الاستعماري الفرنسي على العالم الجديد لكن أيضًا في السنغال في غرب إفريقيا، بدأ الفرنسيون في إنشاء مراكز تجارية على طول الساحل في عام 1624.
وفي عام 1664، تم إنشاء شركة الهند الشرقية الفرنسية للتنافس على التجارة في الشرق وتم إنشاء المستعمرات في الهند في (1673) وفي الجنوب الشرقي في منطقة بونديشيري (1674)، ولاحقًا في ينام (1723)، ماهي (1725)، و (1739) كاركيال .
كما تم إنشاء المستعمرات في المحيط الهندي، في«إيل دو بوربون» (ريونيون، 1664)، وجزيرة دو فرانس (موريشيوس حاليًا، 1718)، وسيشل (1756).